# Sozialistische Föderation der Schweiz
Die Sozialistische Föderation der Schweiz (französisch Fédération socialiste suisse, FSS) wurde 1939 gegründet und 1941 vom Bundesrat verboten.

## Geschichte
Mutterpartei der SFS/FSS ist die Sozialdemokratische Partei. In den 1930er-Jahren kam es innerhalb der SPS zu Flügelkämpfen. Der Grossteil der Mitglieder der SPS war gegen einen Zusammenschluss der Sozialdemokraten mit den Kommunisten zu einer Volksfront. Im Rahmen der Richtlinienbewegung bewegte sich diese Mehrheit Richtung politische Mitte. Die SPS gab das Ziel einer Diktatur des Proletariats auf und sagte Ja zur Landesverteidigung. Ein Teil des linken Flügels sperrte sich unter der Führung von Léon Nicole gegen diese Entwicklung. Als dieser Parteiflügel den Hitler-Stalin-Pakt unterstützte, wurde er im September 1939 aus der SPS ausgeschlossen. Die Mehrzahl der SP-Parteigenossen in Genf und in der Waadt stellten sich allerdings hinter Léon Nicole. So entstanden im Herbst 1939 die Parti socialiste genevois und die Parti socialiste vaudois. Beide Gruppierungen traten zur Schweizerischen Parlamentswahl 1939 mit eigenen Listen an. Mit Unterstützung der 1937 verbotenen Sektionen Genf und Waadt der Kommunistischen Partei errangen sie 4 Nationalratsmandate. Von den 6 Kandidierenden der PSG wurden Léon Nicole und Jacques Dicker und von der PSV Ernest Gloor und Eugène Masson ins Bundesparlament gewählt. Die Partei wurde am 27. Juni 1941 vom Bundesrat verboten. Kurze Zeit später wurden den Vertretern der SFS/FSS die Nationalratsmandate aberkannt. Die Parteigenossen fusionierten 1943 mit den Anhängern der ebenfalls verbotenen Kommunistischen Partei zur Partei der Arbeit (PdA).

## Wichtige Mitglieder
- Léon Nicole
- Jacques Dicker
- Ernest Gloor
- Eugène Masson